# Лепопельці
Лепопельці (мак. Лепопелци) — село в Північній Македонії, яке входить до складу общини Чешиново-Облешево, що в Східному регіоні країни.
Громада налічує 17 осіб (перепис 2002): 8 македонців і 9 арумунів. Село розкинулося в низинній місцевості (середні висоти — 360 метрів), яку македонці називають Кочанською низовиною.